# Bent Jbeil (stad)
Bent Jbeil is een stad in het zuiden van Libanon. Bent Jbeil is de hoofdstad van het gelijknamige district Bent Jbeil in het gouvernement Nabatiye. De stad zelf heeft circa 17.000 inwoners.